# 河豚计划
河豚计划（日语：／ Fugu Keikaku），亦称豚鱼计划。是指日本人在1930年代制定的一份计划，准备为了日本的利益，也因为犹太人给予日本巨额的款项，将逃避纳粹德國的欧洲犹太难民安置在日本本土以外所控制的亚洲大陆殖民地。1934年，该计划首次提出，在1938年的五相会议上得到确认，但是到了1940年日本加入轴心國及簽署三國同盟條約以后，以及其他许多状况的影响，这一计划未能得到充分響應。

## 語源
这个计划相信，犹太人将非常有利于日本，但也非常危险。因此，这一计划被特意命名为“河豚”，因为河豚如果没有经过正确、精心的烹饪，会将人毒死。

## 历史

### 滿洲的日俄關係與猶太人

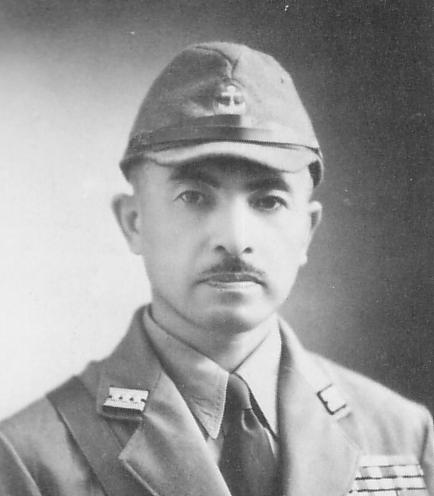
犬塚惟重

这个计划起初只是一小群日本政府和军事官员的主意。他们认为建设满洲国需要一批能够帮助日本在那里建立工业和基础设施的人，就一個比如中國東北鄰近的猶太自治州，这个小团体的基本成员包括日本的“犹太专家”犬塚惟重大佐（Inuzuka Koreshige）和安江仙弘大佐，实业家鮎川義介（Yoshisuke Aikawa），以及许多关东军军官，称为满洲系。
1922年，两位被派往西伯利亚帮助帮助白俄抵抗红军进攻的日本军官——安江仙弘和犬塚惟重回到了日本。在西伯利亚，他们第一次听说了《犹太人贤士议定书》，立刻对所谓犹太人的权势极度着迷。在整个1920年代，他们写了许多关于犹太人的报告，并且到当时的英國巴勒斯坦託管地（即今以色列国）旅行，研究犹太人，并与犹太人领袖哈伊姆·魏茨曼和大卫·本-古理安交谈。安江仙弘甚至将該作品翻译成日语《シオン賢者の議定書》。安江仙弘和犬塚惟重设法使日本外务省对犹太人产生了兴趣，要求每一个日本大使馆和领事馆密切关注所在国犹太人社团的活动。外务省收到了许多报告，但没有一个报告能证实确实存在所谓的全球阴谋。
他们决定吸引犹太人到满洲国，是因为他们相信犹太人拥有大量金钱和政治权势，而且拥有神奇的能力来获取这些。他们所认识的一位美国犹太银行家雅各布·希夫，曾在30年前由于向日本政府提供天文数字的巨额贷款，帮助日本赢得日俄战争。此外，他们和许多日本官员都相信《犹太人贤士议定书》（又譯為錫安長老會紀要，Протоко́лы собра́ний Сио́нских мудрецо́в）的谎言，认为全球犹太人阴谋控制世界经济和政治。这些信仰使得一些日本权威人士过高地估计了犹太人的经济和政治权势，以及他们由于流散世界各地带来的国际便利。他们相信，从纳粹手中收容欧洲犹太人，将会使日本得到美国犹太資本坚定和永久的支持。

### 猶太人東亞移民計畫

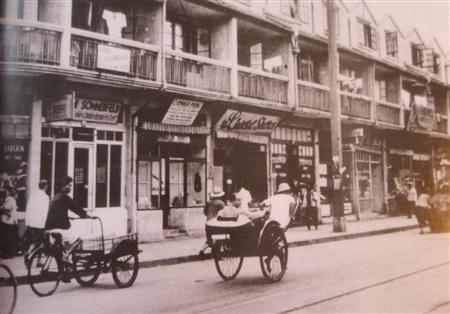
日本指定的上海隔都，摄于约1943年。

就在1931年日本入侵满洲的九一八事变的前夕，两位所谓的犹太专家加入了军队“满洲系”，许多日本军官希望日本扩张到满洲。取得满洲土地後，这个派系的首领是板垣征四郎和石原莞尔，他们在吸引日本人定居和投资满洲的过程中遇到了困难，正好俄羅斯發動清洗資本家，設置在中國邊境的猶太自治州首當其衝，一部分紛紛逃離蘇聯的猶太商戶繼續往東，雖日本人打算也推行猶太區收容，但是，吸納這些資本的计划在开始执行之前，就遇到了第一次重大挫折。1933年，哈尔滨犹太人富商的兒子西蒙·开斯普遭到綁架、拷打和杀害，于是已经在该市定居的大批犹太人，不再信任日本军队，大批逃往上海租界，将这恐怖的故事告诉周围的人。1937年，安江仙弘試圖与哈尔滨犹太人领袖谈话，使他们确信日本人已经改邪归正，于是成立了远东犹太人大会，随后数年中举行了多次会议，讨论在哈尔滨市内和郊外建立犹太人居留地的问题。
1938年召开了五相会议：日本的5位最高官员聚集讨论“犹太专家”的这个计划。他们是：首相近衛文麿、外相有田八郎、陆军大臣板垣征四郎、海军大臣米内光政，和通产大臣池田成彬。大臣们面临两难的选择。一方面，日本与纳粹德国结盟簽了反共協定，任何帮助犹太人的做法都会危及这一同盟。另一方面，水晶之夜事件以后，犹太人对德国产品的抵制，显示了犹太人的经济实力和全球一致，如果日本希望得到犹太人的好感，这是一个绝佳的机会，因为许多犹太人逃离欧洲，正在寻找避难的去处。由于日本内阁当时需要一致通过，而不是多数通过，这次会议成为内阁最漫长、最复杂的会议之一。但是最终还是达成了一致意见，政府批准实施河豚计划，但是任何行动都不得有损与德国的关系。
但是，该计划从未正式付诸实施。猶太民族的興趣缺缺是主要原因，1939年，上海犹太人甚至请求不要再允许犹太难民进入上海，因为他们的支持能力已经达到极限。当时，美国犹太人社团最有影响力的人物之一斯蒂芬·怀斯，对猶太人搬遷至日本侵略下的中國表达了激烈的主张：任何与日本合作的犹太人都是卖国分子，违反了道义的禁运。

### 軸心國與侵華戰爭
1939年，苏联与纳粹德国签订了蘇德互不侵犯条约，使得犹太人从欧洲到日本的交通变得极为困难，1940年的事件使得河豚计划以正式的官方渠道执行变得不切实际。6月蘇聯佔領波羅的海國家，进一步切断了犹太人逃离欧洲的可能性。日本政府与納粹德国、意大利王國簽署三国同盟條約，完全排除了来自东京的对这一计划进行官方援助的可能。
不过，驻立陶宛考纳斯的日本领事杉原千亩，不顾东京的命令，向逃离的犹太人签发过境签证，允许他们前往日本，并逗留一段时间，然后前往最终目的地，不需要入境签证的荷兰在加勒比海的殖民地库拉索。数千名犹太人得到了他批准的签证。有些杉原千亩的签证甚至被抄写了下来。许多犹太人经过艰难的过程，得到了苏联政府的出境签证，被允许经过西伯利亚铁路穿越苏联，从海参崴上船到敦贺，最终定居在日本神户。
1941年夏天，日本政府开始担心如此众多的犹太难民住在日本的这个主要城市，而且靠近军港和商港，于是要求住在神户的犹太人迁往日本占领下的上海，只有难民抵达前就住在神户的犹太人才可以留下。6月22日德国撕毀了互不侵犯条约，对苏联宣战，蘇聯亦提防日本會否和德國夾擊自己，使得俄国与日本也成为潛在敌人，因此结束了从海参崴到敦贺的航线。几个月后，就在1941年12月偷襲珍珠港之后，日本夺去了上海公共租界，占领整个上海，来自美国犹太人的金钱帮助、甚至通讯全部停止了，富有的巴格达犹太人，其中许多人是英国公民，被作为敌对国公民逮捕。美国财政部准备对资助上海犹太难民网开一面，放松管制，但是美国的犹太人组织执意要坚定地表现他们的爱国精神，放弃任何不忠于美国的行动。
1942年，日本政府正式废除了五相会议的决议，正式完全废除对这个几乎不存在的河豚计划的几乎不存在的支持。德国盖世太保首领Josef Meisinger，绰号“华沙的屠夫”，到达上海。他要求日本地方当局“清除”犹太难民，或将他们送到盐矿做苦工；也就是说，把阿道夫·希特勒和希姆莱的最终解决带到亚洲。东京政府无法不支持，但是Meisinger的计划被削弱为只是成立了上海隔都：上海的犹太人现在被迫住进一个隔离区，禁止离开。
1943年2月18日，日本当局宣布成立“无国籍难民隔离区”，命令上海所有犹太人迁入这个位于虹口区的面积一平方英里的地区，直到战争结束，大部分犹太人处于饥饿之中。就在战争结束前几个月，上海隔都遭到轰炸，盟军飞机试图摧毁上海市内的一个无线电广播发射机。

## 實施情況
河豚计划的核心是将数千名、甚或数万名犹太人定居在當時日本的傀儡政权满洲国，或者日本占领下的上海。这样不仅可以获得预想的经济利益，而且可以取悦美国，特别是美国犹太人，推动他们向日本投资。这个计划是基于对欧洲反犹太主义宣传的相信，例如所谓的《犹太人贤士议定书》。
日本政府內部，計劃的主要推手為「猶太專家」犬塚惟重大佐和安江仙弘大佐，命计划人员最终提出了详细的方案，包括如何组建居留地，以及如何取得犹太人的支持——包括采取投资和实际定居两种形式。在1939年6月和7月，这些方案被编成《通过利用在中国有权势的犹太人使得美国总统紧密圈的远东外交政策舆论转变为对日友好的具体措施》和《引入犹太人资本的研究分析》，吸引犹太人和美国好感的方法包括，派遣代表团前往美国，向美国的犹太教拉比介绍犹太教与神道教的类似之处，并将这些拉比带到日本，向日本人介绍他们和他们的宗教。还包括吸引美国新闻业和好莱坞的好感，因为他们相信犹太人即使没有完全控制、也是强烈地影响这两个行业。并得到日本在中国的最高官员批准。最后，该计划委托世界犹太人社团资助这个居留地，供应定居者。

### 不攻自破的訛言計畫
另一方面，針對日本方面提出的滿州與上海移居計劃，更被世界猶太人大會否決。在中國，就有傳言宣稱猶太人密謀找上日本人想在東亞建國，但實際上情況是相反的，反而是時任中國立法院院長的孫科，在1939年2月正式提出一項議案，建議在雲南劃定猶太人聚居區域，安置窮無可歸的歐洲難民。此建議後來真的給德籍猶太實業家拜爾格拉斯，擬訂了《移植中歐猶太人來華之計劃》實施，但後來因爲主要是想回西亞巴勒斯坦，配合人數太少也不了了之。而主席魏斯（Stephen Samuel Wise）痛斥為日本人美言的哈爾濱實業家齊克曼：「我認為猶太人去支持日本人完全是一種墮落行為，日本如同德國和意大利，是真正的法西斯國家」，並在1940年與田村光三的會晤中直接拒絕了日本，但是，还是制定了许多建立居留地的详细计划，地点包括满洲的许多地方以及上海附近。这些计划允许犹太移民的人数从18,000人上升到600,000人，还包括在各种人口规模情况下，居留地土地规模的详细资料，以及学校、医院等设施的安排，计划同意这些犹太人居留地将享有完全的宗教自由，以及文化和教育实行自治；同时日本人提放给与犹太人过多的自由，他们感到给与一些自由对于维持他们的好感是必须的，以及他们的经济利益。批准该计划的官员们强调，居留地表面上实行自治，但同时必须进行幕后的控制，将犹太人置于密切监视与控制之下，故日本也沒有任何同意猶太人獨立建國的計畫。他们害怕引入的犹太人，将会逐渐进入日本各領地的主流政治与经济，如同《犹太人贤士议定书》所描述的，像在其他许多国家一样，将会控制日本。其後因為日本偷襲美國，占領並剝奪猶太人所擁有的租界財產，遂與猶太人決裂。

## 意义
由安江仙弘等人设计的河豚计划失败了。而且，那些到达日本以及日本占领下的中国的犹太人，也并没有达到很大的数量，远远低于預想申请签证的人数。犹太人也没有得到日本政府的大规模或正式的帮助。让计划者失望的是，那些住在神户和上海的犹太人几乎没有人对日本经济起到了复兴和支持的作用。这些来到日本的身无分文的难民并不是安江仙弘听说过的富有又博爱的美国银行家，也没有能力让日本人得到那些人的好感和资助。不过，由于日本临时的亲犹政策，以及杉原千畝的努力，使大約24,000名犹太人被援救出来，逃离了几乎必死无疑的欧洲。這個數量大約只有原來估算的五萬人的一半。1985年，以色列政府授予杉原千畝國際義人（Righteous Among the Nations）的荣誉。此外，位於波蘭的米爾研道中心，今天世界上最大的犹太宗教教育中心之一，亦是當年唯一的能夠在犹太大屠杀之後幸存的欧洲研道中心。